# Governació de Sfax
La governació o wilaya de Sfax (àrab: ولاية صفاقس, wilāyat Ṣafāqus, pronunciat localment Ṣfāqs) és una divisió administrativa de primer nivell de Tunísia a la part central de la costa oriental del país. La seva costa, a la mar Mediterrània, és de 200 km. Limita amb les governacions de Mahdia al nord, de Gabès al sud, de Kairuan al nord-oest i de Sidi Bou Zid a l'oest.
Té una superfície de 7.545 km² i una població aproximada de 904.900 habitants l'any 2008 (869.700 l'any 2005). La capital és la ciutat de Sfax, la segona del país, amb més d'un milió d'habitants. Aquesta ciutat disposa d'aeroport internacional.

## Economia
La governació té activitat agrícola, pesquera, industrial i turística. La indústria és principalment tèxtil (35%), agroalimentària (17%), mecànica (12%) i química (10%); altres indústries són el cuir, el calçat, la fusta i l'electrònica. Les zones industrials són Poudrière I, Poudrière II, Madagascar, Maou, Hencha, Jebeniana, Sfax Maritime & Thyna, Skhira, Sidi Salem, Agareb, Maharès, Gharaba, Sakiet Ezzit, Sakiet Eddaier i Sidi Salah.
L'agricultura destaca sobretot per l'oli d'oliva resultant de les seves oliveres, i també té ametllers.
A la governació hi ha vuit ports de pesca i es recullen unes 20.000 tones de peix l'any.
Al seu territori hi ha importants pous de petroli (1,1 milions de tones l'any) i gas (4,5 milions de metres cúbics al dia).

## Organització administrativa
La governació fou creada el 21 de juny de 1956. El 4 de desembre de 1973 se'n va segregar una part que es va integrar a la nova governació de Sidi Bou Zid, i el 9 de març de 1974 una altra part per crear la nova governació de Mahdia.
El seu codi geogràfic és 34 (ISO 3166-2:TN-12).

### Delegacions
Està dividida en setze delegacions o mutamadiyyes i 127 sectors o imades:
- Sfax Ville (34 51)
  - La Medina (34 51 51)
  - Bab El Bhar (34 51 52)
  - Cité El Kairi (34 51 53)
  - El Bassatine (34 51 54)
  - Er-Rbadh (34 51 55)
  - 15 Novembre (34 51 56)
  - Aïn Chaikh Rouhou (34 51 57)
  - Cité Ettaouidhi (34 51 58)
  - Merkez Kaddour (34 51 59)
  - Merkez El Pacha (34 51 60)
  - Sidi Abbès (34 51 61)
  - Mohamed Ali (34 51 62)
- Sfax Ouest (34 52)
  - Merkez Chaker (34 52 51)
  - Cité El Habib (34 52 52)
  - Soukra (34 52 53)
  - El Alia (34 52 54)
  - Oued Er-Rmel (34 52 55)
  - El Houda (34 52 56)
  - Cité El Bahri (34 52 57)
- Sakiet Ezzit (34 53)
  - Sakiet Ezzit (34 53 51)
  - Merkez Bouassida (34 53 52)
  - Es-Sedra (34 53 53)
  - Chihia (34 53 54)
  - Teniour (34 53 55)
  - Sidi Salah (34 53 56)
  - El Ons (34 53 57)
- Sakiet Eddaier (34 54)
  - Sakiet Eddaier (34 54 51)
  - Khiria (34 54 52)
  - Merkez Es-Sebaï (34 54 53)
  - Bedarna (34 54 54)
  - Sidi Mansour (34 54 55)
  - Cité Bourguiba (34 54 56)
  - Saltnia (34 54 57)
  - Merkez Kâaniche (34 54 58)
- Sfax Sud (34 55)
  - El Aïn (34 55 51)
  - Gremda (34 55 52)
  - Bouzaïane (34 55 53)
  - El Afrane Nord (34 55 54)
  - Khazanet (34 55 55)
  - El Aouabed (34 55 56)
  - Ayoun El Mayel (34 55 57)
- Tina (34 56)
  - Tina (34 56 51)
  - Sidi Abid (34 56 52)
  - El Hajeb (34 56 53)
- Agareb (34 57)
  - Agareb (34 57 51)
  - Gargour (34 57 52)
  - Bouledhieb (34 57 53)
  - El Mahrouka (34 57 54)
  - Ettorba (34 57 55)
  - Ben Sahloun (34 57 56)
  - Zeliana (34 57 57)
  - Es-Soghar (34 57 58)
- Djebeniana (34 58)
  - Djebeniana (34 58 51)
  - Batria (34 58 52)
  - Baltech (34 58 53)
  - Hazeg (34 58 54)
  - EL Kalelja (34 58 55)
  - El Ajenga (34 58 56)
  - El Louza (34 58 57)
  - El Houdh (34 58 58)
- El Amra (34 59)
  - El Amra (34 59 51)
  - Beliana (34 59 52)
  - El Mesatria (34 59 53)
  - Es Salam (34 59 54)
  - Dherra Beni Ziad (34 59 55)
  - Bou Derbala (34 59 56)
- El Hencha (34 60)
  - El Hencha (34 60 51)
  - En-Nasr (34 60 52)
  - Sidi Hassen Belhaj (34 60 53)
  - Dokhane (34 60 54)
  - Bir Chaaba (34 60 55)
  - Merkez Mosbah (34 60 56)
  - Bir Salah (34 60 57)
  - El Hajjara (34 60 58)
  - Jouaouda (34 60 59)
- Menzel Chaker (34 61)
  - Menzel Chaker (34 61 51)
  - Bou Jarboue (34 61 52)
  - Majel Edarj (34 61 53)
  - Bir Mellouli (34 61 54)
  - Bechka (34 61 55)
  - Bou-Thadi (34 61 56)
  - El Bokâa El Bidha (34 61 57)
  - El Aouadhna (34 61 58)
  - Telil El Ajla (34 61 59)
  - El Achech (34 61 60)
  - El Hadj Kacem (34 61 61)
  - Chaleb (34 61 62)
- El Ghraiba (34 62)
  - El Ghraiba (34 62 51)
  - El Manar (34 62 52)
  - El Hchichina Sud (34 62 53)
  - El Hchichina Nord (34 62 54)
  - El Châal (34 62 55)
- Bir Ali Ben Khelifa (34 63)
  - Bir Ali Ben Khelifa (34 63 51)
  - Sidi Dhaher (34 63 52)
  - Sidi Ali Belabed (34 63 53)
  - Bou Slim (34 63 54)
  - El Abraj (34 63 55)
  - Sdiret Sud (34 63 56)
  - Sdiret Nord (34 63 57)
  - El Gandoul (34 63 58)
  - Oued Ech-Cheikh (34 63 59)
  - Ouadrane Sud (34 63 60)
  - Ouadrane Nord (34 63 61)
  - En-Nadhour (34 63 62)
- Skhira (34 64)
  - Sbih (34 64 51)
  - El Khadhra (34 64 52)
  - Naoual (34 64 53)
  - Skhira (34 64 54)
  - El Kenitra (34 64 55)
  - Sidi Mohamed (34 64 56)
  - El Hammada (34 64 57)
- Mahres (34 65)
  - Mahrès (34 65 51)
  - Mahres Sud (34 65 52)
  - Chaffar (34 65 53)
  - Sidi Ghrib (34 65 54)
  - Aïthet Chelaia (34 65 55)
  - Es-Smara (34 65 56)
- Kerkennah (34 66)
  - El Ataya (34 66 51)
  - El Ramla (34 66 52)
  - Sidi Frej (34 66 53)
  - Melita (34 66 54)
  - El Kalabine (34 66 55)
  - En-Najet (34 66 56)
  - El Chargui (34 66 57)
  - El Kantra (34 66 58)
  - El Kraten (34 66 59)
  - Ouled Kacem (34 66 60)

### Municipalitats
Està dividida en setze municipalitats o baladiyyes i nou circumscripcions o dàïres:
- Sfax (34 11)
  - El Medina (34 11 11)
  - Er-Rbadh (34 11 12)
  - Chamalia (34 11 13)
  - Cité El Habib (34 11 14)
  - Merkez Chaker (34 11 15)
  - Sidi Mansour (34 11 16)
  - El Bostane (34 11 17)
- Sakiet Ezzit (34 12)
- Chihia (34 13)
- Sakiet Eddaier (34 14)
- Gremda (34 15)
- El Ain (34 16)
- Tina (34 17)
- Agareb (34 18)
- Djebeniana (34 19)
- El Hencha (34 20)
- Menzel Chaker (34 21)
- El Gheraiba (34 22)
- Bir Ali Ben Khelifa (34 23)
- Skhira (34 24)
- Mahrès (34 25)
- Kerkennah (34 26)
  - Kerkennah (34 26 11)
  - El Ataya (34 26 12)
- El Amra (34 27)